# اولدروپ
اولدروپ (به آلمانی: Olderup) یک شهر در آلمان است که در نوردفرایسلند واقع شده‌است. اولدروپ ۴۶۱ نفر جمعیت دارد.